# 不動

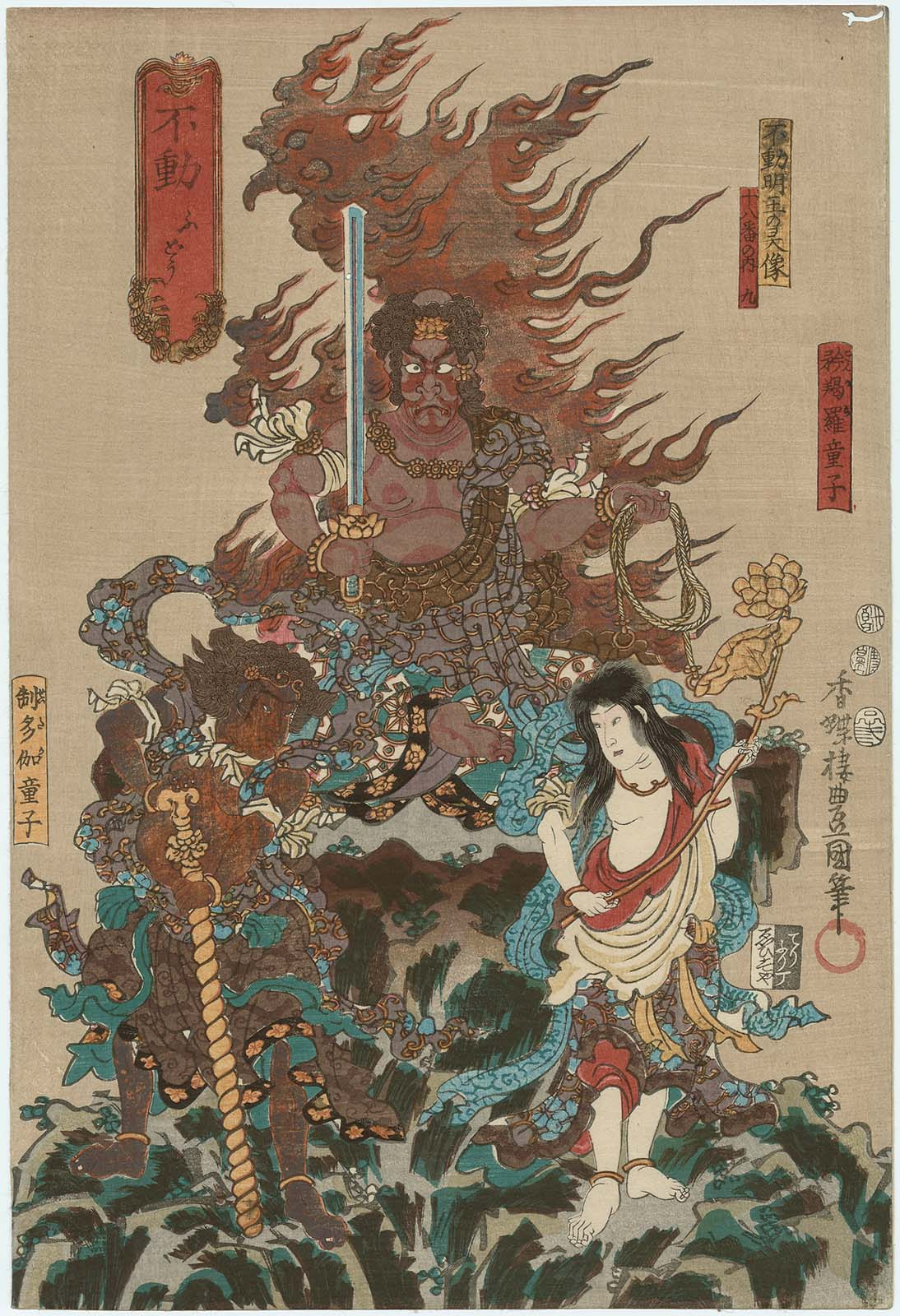
七代目團十郎の不動明王の霊像 （三代目歌川豊国画）

『不動』（ふどう）は歌舞伎十八番の一つ。元禄10年 (1697)、江戸 中村座において初代市川九蔵（二代目市川團十郎）が『兵根元曾我』（つわもの こんげん そが）の一幕として演じたものが原型。大詰めに役者が不動明王に扮して出現するという単純なもので、市川宗家の成田山信仰に由来する芸である。
現行のものは、寛保2年 (1742) 正月、大坂 佐渡嶋座において二代目市川海老蔵（二代目市川團十郎）が『雷神不動北山桜』の五幕目大切りに取り入れたものを初演とする。昭和42年 (1967) には、二代目尾上松緑が戸部銀作脚本で復活上演している。
ちなみに『雷神不動北山桜』の三幕目は『毛抜』、四幕目は『鳴神』で、ともに歌舞伎十八番の一つである。
なおこれとは別に、十二代目市川團十郎が平成4年 (1992) に復活上演した『成田山分身不動』があるが、こちらは原型を異にするため「歌舞伎十八番之内」とはしない。